# Оне-ле-Шато
Оне́-ле-Шато́ (фр. Onet-le-Château, окс. Ònes) — коммуна во Франции, находится в регионе Окситания. Департамент — Аверон. Входит в состав кантона Северный Родез. Округ коммуны — Родез.
Код INSEE коммуны — 12176.
Коммуна расположена приблизительно в 500 км к югу от Парижа, в 125 км северо-восточнее Тулузы, в 3 км к северо-востоку от Родеза.

## Население
| Год  | Численность | Численность |
| ---- | ----------- | ----------- |
| 1962 | 1515        | [ 2 ]       |
| 1968 | 4741        | [ 2 ]       |
| 1975 | 6391        | [ 2 ]       |
| 1982 | 9473        | [ 2 ]       |
| 1990 | 9705        | [ 2 ]       |
| 1999 | 9922        | [ 2 ]       |
| 2006 | 10 418      | [ 3 ]       |
| 2008 | 10 643      | [ 2 ]       |
| 2011 | 11 068      | [ 3 ]       |
| 2013 | 11 604      |             |
| 2015 | 11 944      | [ 4 ]       |
| 2016 | 12 525      | [ 5 ]       |
| 2017 | 11 881      | [ 6 ]       |
| 2018 | 11 659      | [ 7 ]       |
| 2019 | 11 665      | [ 8 ]       |
| 2020 | 11 797      | [ 9 ]       |
| 2021 | 11 873      | [ 10 ]      |
| 2022 | 12 062      | [ 11 ]      |

## Экономика
В 2007 году среди 7076 человек в трудоспособном возрасте (15—64 лет) 5273 были экономически активными, 1803 — неактивными (показатель активности — 74,5 %, в 1999 году было 72,5 %). Из 5273 активных работали 4875 человек (2568 мужчин и 2307 женщин), безработных было 398 (159 мужчин и 239 женщин). Среди 1803 неактивных 647 человек были учениками или студентами, 619 — пенсионерами, 537 были неактивными по другим причинам.

## Достопримечательности
- Церковь Сен-Жозеф (1962 год). Памятник истории с 2005 года[13]
- Замок Канак[фр.] (XV—XVI века). Памятник истории с 1990 года[14]
- Замок с часовней (XIII век), теперь приходская церковь. Памятник истории с 1977 года[15]

## Города-побратимы
- Штегаурах, Германия

## Фотогалерея

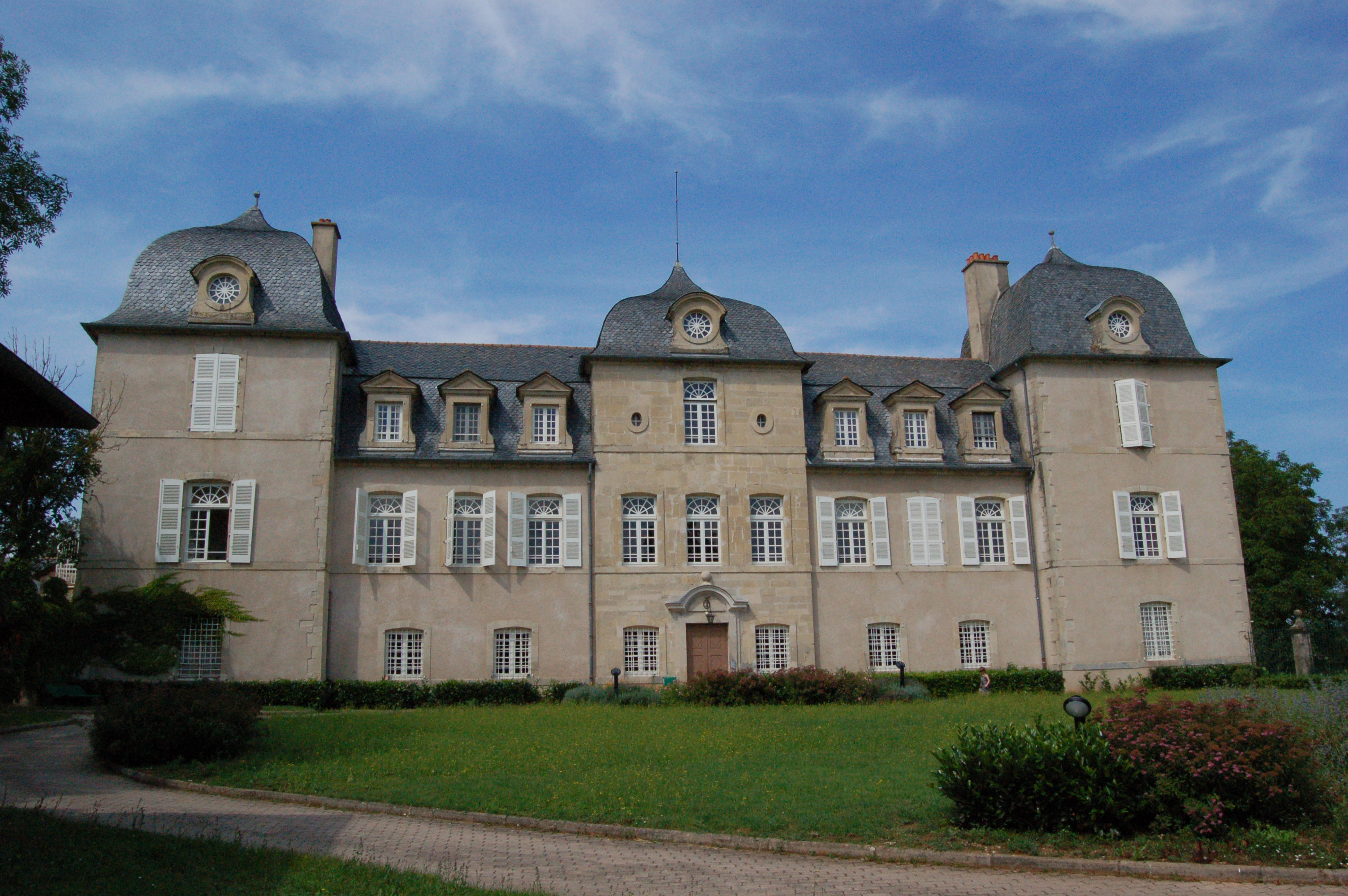
Замок Флуарак
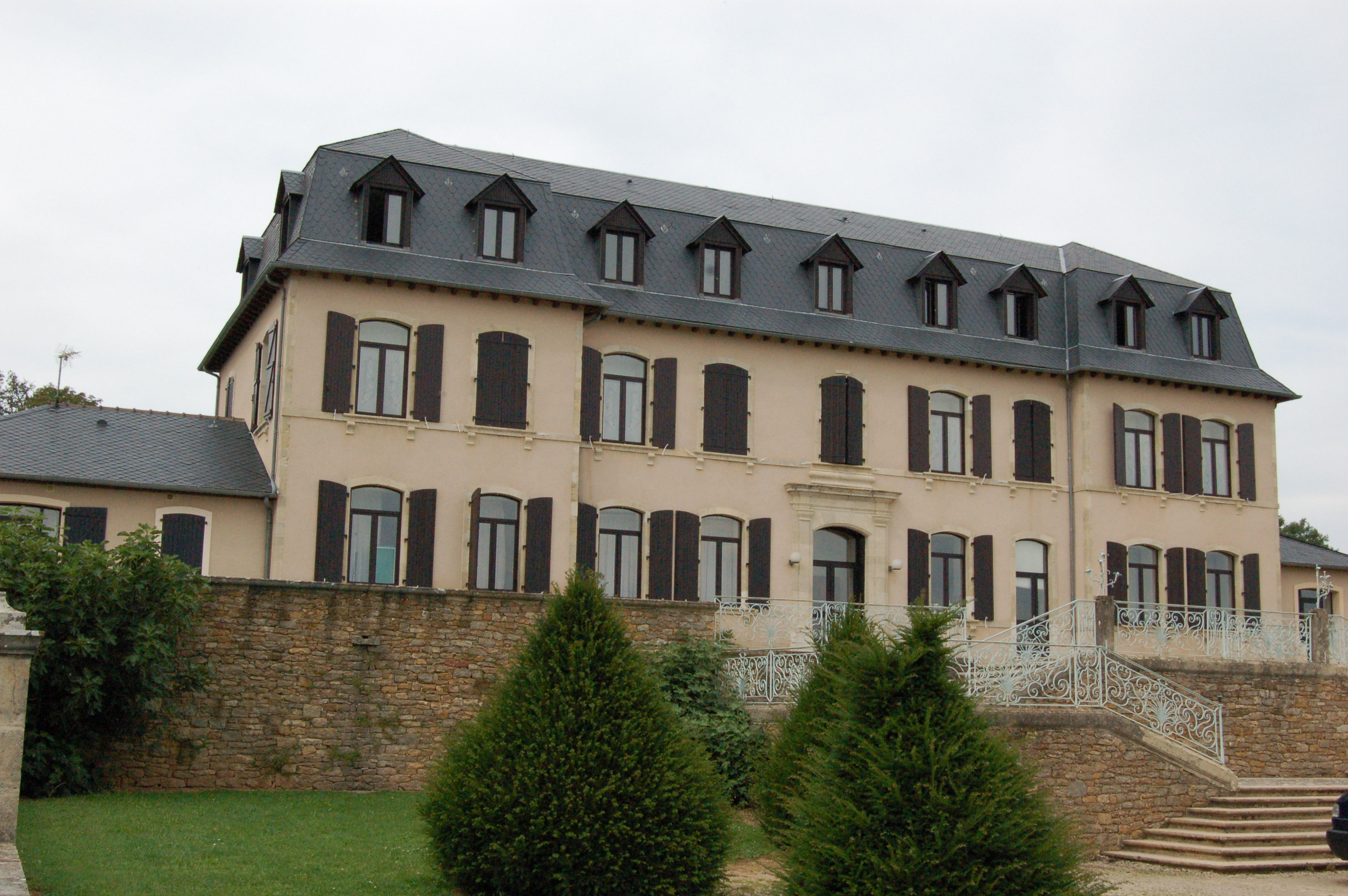
Замок Вабр
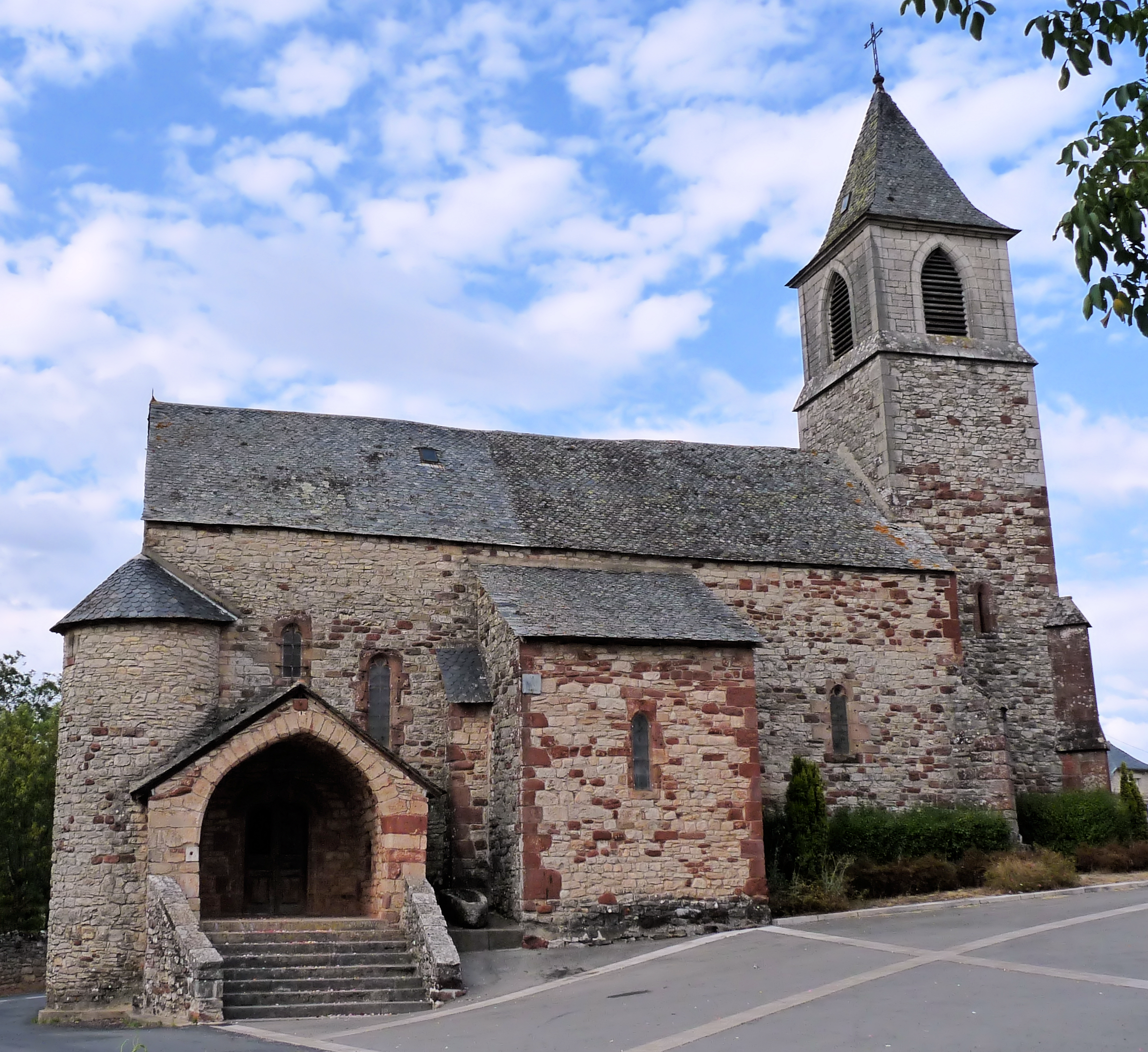
Церковь Сен-Мейм